# Eurytoma philorobinae
Eurytoma philorobinae är en stekelart som beskrevs av Yin-Xia Liao 1979. Eurytoma philorobinae ingår i släktet Eurytoma och familjen kragglanssteklar. Inga underarter finns listade i Catalogue of Life.